# Janusz Majewski (szermierz)
Janusz Mieczysław Majewski (ur. 29 stycznia 1940 w Dzierzgowie) – polski szablista, dwukrotny medalista mistrzostw świata.
Syn Mieczysława i Stefanii z Nalewajków. W 1957 r. ukończył Liceum Ogólnokształcące w Olsztynie, a następnie w 1980 r. Wydział Budownictwa Wodnego Politechniki Warszawskiej. Zawodnik Warszawianki.
Podczas mistrzostw świata juniorów w Leningradzie w 1960 roku, wywalczył brązowy medal w turnieju indywidualnym szablistów.
Podczas mistrzostw świata w Hawanie w 1969 roku Polacy w składzie: Jerzy Pawłowski, Józef Nowara, Zygmunt Kawecki, Krzysztof Grzegorek i Janusz Majewski zdobyli srebrny medal w zawodach drużynowych. W tej samej konkurencji zdobył brązowy medal na mistrzostwach świata w Ankarze rok później.
Wystartował na igrzyskach olimpijskich w Monachium w 1971 roku, gdzie indywidualnie dotarł do ćwierćfinałów, a drużynowo był piąty. Były to jego jedyne starty olimpijskie.
Ponadto podczas mistrzostw świata w Paryżu (1965) i mistrzostw świata w Moskwie (1966) indywidualnie był piąty, a na mistrzostwach świata w Wiedniu (1971) był czwarty w drużynie. Trzykrotnie zdobywał drużynowe mistrzostwo Polski, w latach: 1967, 1971 i 1973.